# 民主進歩党 (マラウイ)
民主進歩党（みんしゅしんぽとう、Democratic Progressive Party、DPP）は、マラウイの政党である。

## 概要
この党は2005年2月に統一民主戦線を脱退したビング・ワ・ムタリカ大統領によって設立された。
ムタリカは元々、1994年の自由選挙で大勝し、議長であったバキリ・ムルジを大統領へと就任させた経歴を持つ統一民主戦線の立役者の1人であった。しかし、ムルジの経済政策に対して党内から異を唱えた結果として1997年に離党することとなり、新たに統一党（United Party）を立ち上げて、1999年のムルジと大統領選挙を戦ったが落選した。その後、1999年の大統領選を勝ち抜いたムルジに協力するため、統一党を解党して統一民主戦線に復帰し、2004年の大統領選における統一民主戦線の公認候補となり、選挙を勝ち抜いて大統領へと就任した。（2004年マラウイ総選挙も参照のこと。）
しかしながら、ムタリカは政党政治を行う都合上、統一民主戦線の議員に対する不正問題に取り組むことができなかった。そのため、再び統一民主戦線を脱退し、民主進歩党を新たに結成して、以降は反汚職などの政策を行っていった。
2008年10月には、民主進歩党の国家統治評議会が満場一致で、2009年5月に予定される大統領選挙の候補者としてムタリカを選出。大統領選挙ではムタリカは投票者のうちの3分の2近い得票を得て当選、民主進歩党も194議席中の114議席を獲得し、単独過半数を獲得した。しかし2010年にはムタリカとジョイス・バンダ副大統領との対立が激化し、追放されたバンダは人民党を結成した。
民主進歩党は結成以来の自由主義インターナショナルの一員であり、党の主張は比較的リベラルな傾向が強い。